# Thomas A. Hendricks
Thomas Andrews Hendricks (6. september 1819 – 25. november 1885) var kongresmand, senator og den 21. vicepræsident i USA. Han sad kun to måneder som vicepræsident før han døde i 1885.
Hendricks er den eneste vicepræsident som er afbildet på en pengeseddel i USA uden også at have været præsident. Han er afbildet på $10-sedlen fra 1886. Se billede af den her Arkiveret 4. juni 2008 hos  Wayback Machine.